# 瑞卡
瑞卡（1954年10月10日—）是印度著名女演員，本名為班奴瑞卡·加尼山（Bhanurekha Ganesan）。她主要演出印地語電影並是印地語電影圈中以多變而著名的女演員。瑞卡在1966年以童星的身分演出了她首套電影《Rangula Ratnam》並在4年後擔任主演。雖然她早期的電影均是成功的作品，觀眾在1970年代之前卻主要批評她的外貌，沒有注意她的演技。
從二十世紀七十年代始，她被視為印度影視界的性感象征。自從在1966年以童星身分出道後，她至今在超過40年的演藝事業已經演出了超過180套電影，亦兩次成為印度影后（Filmfare Award Best Actress）。瑞卡在電影《Umrao Jaan》中飾演的莫臥兒帝國時代的舞女Umrao是她最經典的角色，其中她備受好評的演出使她贏得印度電影業最具權威性的印度國家電影獎最佳女演員（National Film Award for Best Actress）殊榮。2010年，她獲得印度政府頒授的莲花士勋章。

## 早年生活
瑞卡誕生於在一個印度南部的一個演藝世家。父親占美尼·加尼山是知名泰米爾男演員，母親是來自泰卢固族的女演員普舒帕瓦麗。她畢業於馬德拉斯一間知名學校Church Park Convent。雖然瑞卡有一半泰米尔人及一半泰卢固人血統，她認為自己是泰卢固人並自幼以泰卢固语作為母語。除此之外，她會說流利的印地語、泰米尔语和英語。
她的父母在瑞卡出生時並不是已婚夫婦，而她父親在瑞卡童年也一直沒有公開承認他們的父女關係。在1970年代，當瑞卡在寶萊塢發展時她才公開自己的身世。瑞卡在後來一個雜誌訪問中指父親的忽視使她感到痛苦而她後來也拒絕父親和好的請求。年輕的瑞卡本身對演藝界沒有興趣，只是因為家中經濟不好才決定成為演員謀生。

## 個人生活
據傳，瑞卡在拍攝《Do Anjaane》（1976年）時和已婚男星阿米塔布·巴沙坎（Amitabh Bachchan）展開婚外情。及後兩人多次合作拍電影，但巴沙坎一直沒有和妻子離婚。兩人終在1981年拍畢《Silsila》之後分手，此電影也是兩人合作的最後一套電影。 兩人的關係至今仍是印度演藝界最多人談論的話題之一，而瑞卡和阿米塔布亦多次被選為印度至今最佳的電影銀幕情侶（best jodi）之一。
瑞卡在1990年和來自德里的企業家Mukesh Aggarwal結婚，但她丈夫卻在一年後自殺。Mukesh Aggarwal留下一張字條，指他的自殺和其他人沒有關係。
瑞卡現今居住在孟買。

## 外部連結
- 瑞卡在互联网电影资料库（IMDb）上的資料（英文）